# Алмирос (река, впадает в залив Алмирос)
Алмирос (греч. Αλμυρός — солёный) — река в Греции. Длина около 8 км. Впадает в залив Алмирос Критского моря.
Находится в северной части острова Крит. Её исток расположен в деревне Врисес в общине (диме) Апокоронас. Еорьюполис, небольшой посёлок и курорт, стоит в устье реки. Устье реки оборудовано небольшим волноломом, вытянувшимся в сторону моря, и служит местом для стоянки небольших судов.